# Ахпат (монастырь)
Ахпа́т (арм. Հաղպատ) — действующий монастырь Армянской апостольской церкви в одноимённом селе Лорийской области Армении, в 10 км от города Алаверди.

## Описание

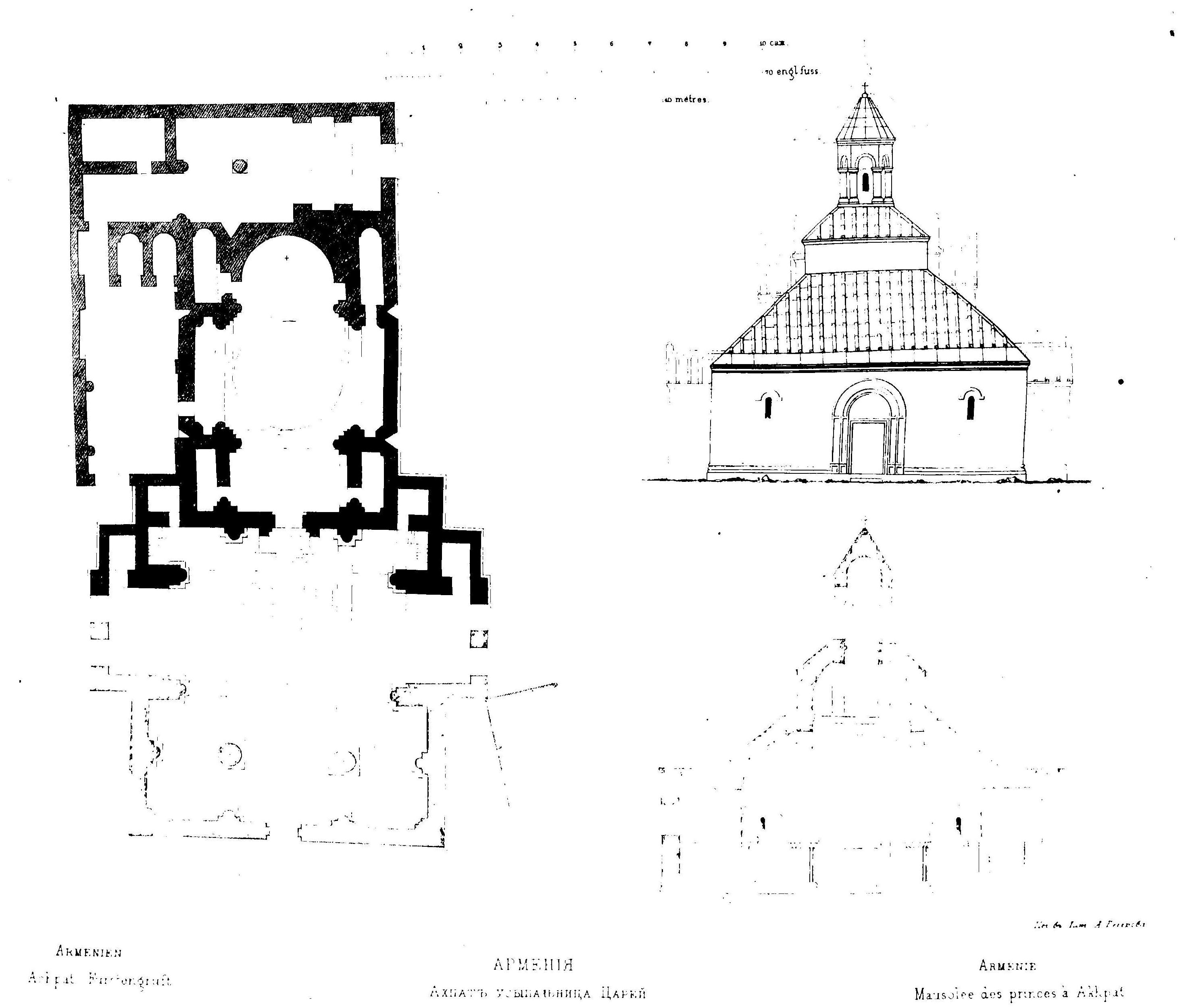
план церквей Ахпата

Ахпатский монастырь — значительный памятник градостроительства средневековой Армении, отличается единством и компактностью асимметричной планировки, красивым силуэтом на гористом рельефе местности: он расположен на небольшом плато, окружённом ущельями. Монастыри Ахпат и Санаин в 1996 году включены в список объектов Всемирного наследия ЮНЕСКО.

## История

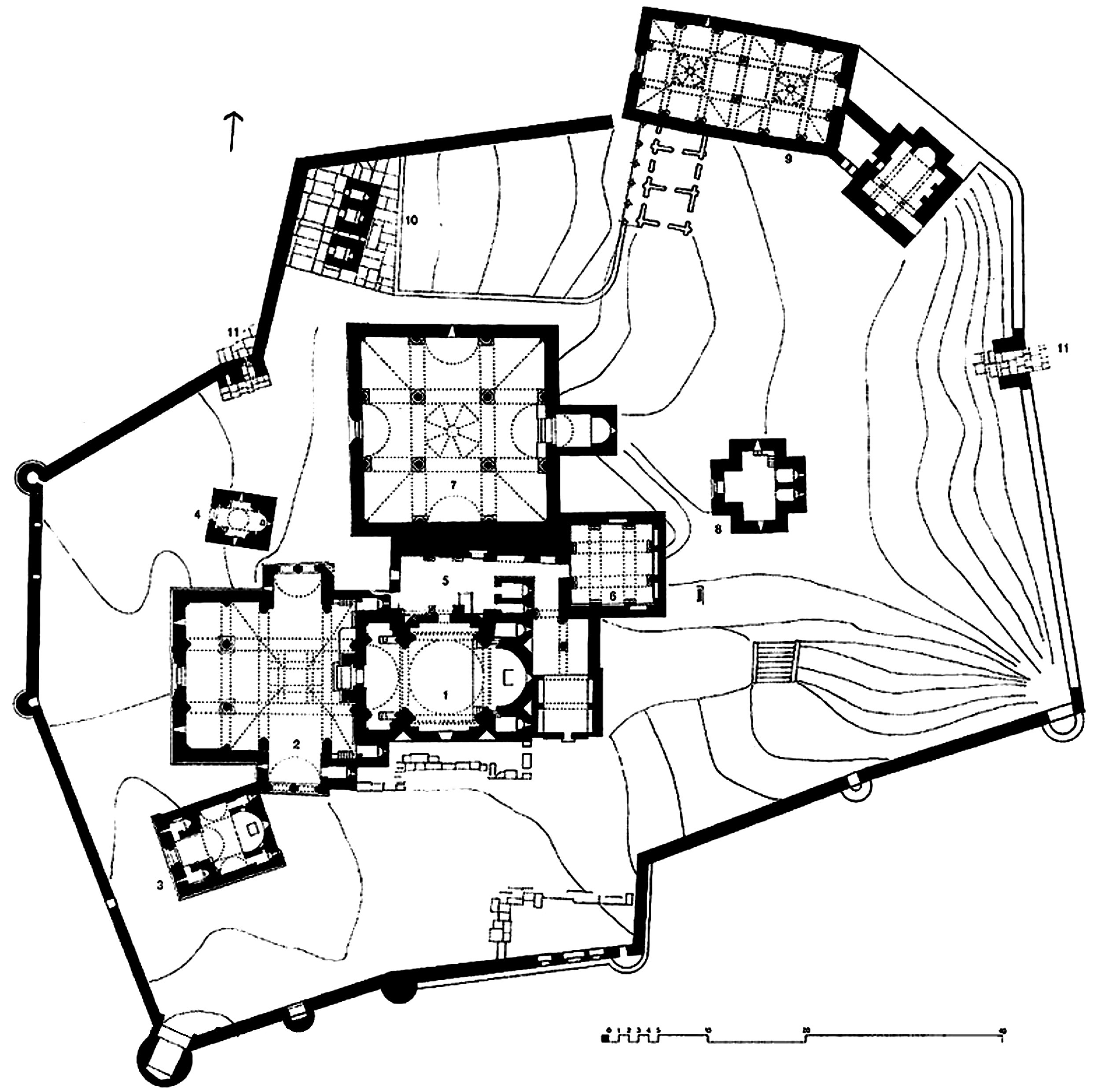
План комплекса Ахпат

Основан в 976 году при Ашоте III Милостивом Багратуни. В основании монастыря значительную роль сыграла царица Хосровануш. В X—XIII веках был одним из центров духовной культуры Армении, крупным монастырским владением, имевшим обширные земельные угодья. Со второй половины XII века Ахпат становится духовно-религиозным центром Лорийского царства. Сюда из соседнего Санаина была перенесена усыпальница царского рода лорийских Багратидов — Кюрикидов. В 1081 году в Ахпате был рукоположен в сан католикоса армянский епископ Анийский и Ширакский Барсег, что свидетельствует о всеармянском значении монастыря. С конца XI века Лори (Ташир-Дзорагет), как и вся Армения, подвергается набегам турок-сельджуков, в 1105 году монастыри Ахпат и Санаин были разграблены эмиром Кзылом, а в 1118 году царство пало. Территория Ташир-Дзорагета была освобождена от сельджуков и присоединена к Грузии Давидом Строителем. Со второй половины XII века Ахпат принадлежал армянским княжеским родам Арцруни, затем Захарян. 
В тринадцатом веке армянский историк Киракос Гандзакеци описывая освящение церкви в Гошаванке,  восхвалял ковер, царевной Арзу-Хатун, которая как он отмечает соткала аналогичные ковры для Ахпатского монастыря, Макараванка и Дадиванка
В XV—XVII веков влияние рода Закарянов ослабло, отныне в монастыре пребывали владыки («парон-теры»), совмещавшие княжескую и духовную власть. На протяжении XVII—XVIII веков по причине частых нападений лезгин предстоятели Ахпата вынужденно находились в Тифлисе. Во второй половине XVIII века несколько лет в монастыре жил знаменитый поэт Саят-Нова. В позднее средневековье уделы Армянской Церкви на территории Грузии, Имеретии, Абхазии, Борчалу и Касаха, кроме Санаинского, подчинялись архиепископу Ахпата. В 1822—1826 годах из-за обострения русско-иранских отношений из Эчмиадзина в Ахпат переехал католикос Епрем I. После присоединения Восточной Армении к России монастырь стал духовным центром Сомхита и Касаха с обширными угодьями, деревнями и т. д. В начале XX столетия Ахпат опустел, лишившись большей части своих владений. Вновь открыт при католикосе Вазгене I, в настоящее время является действующим монастырём.

## Комплекс монастыря

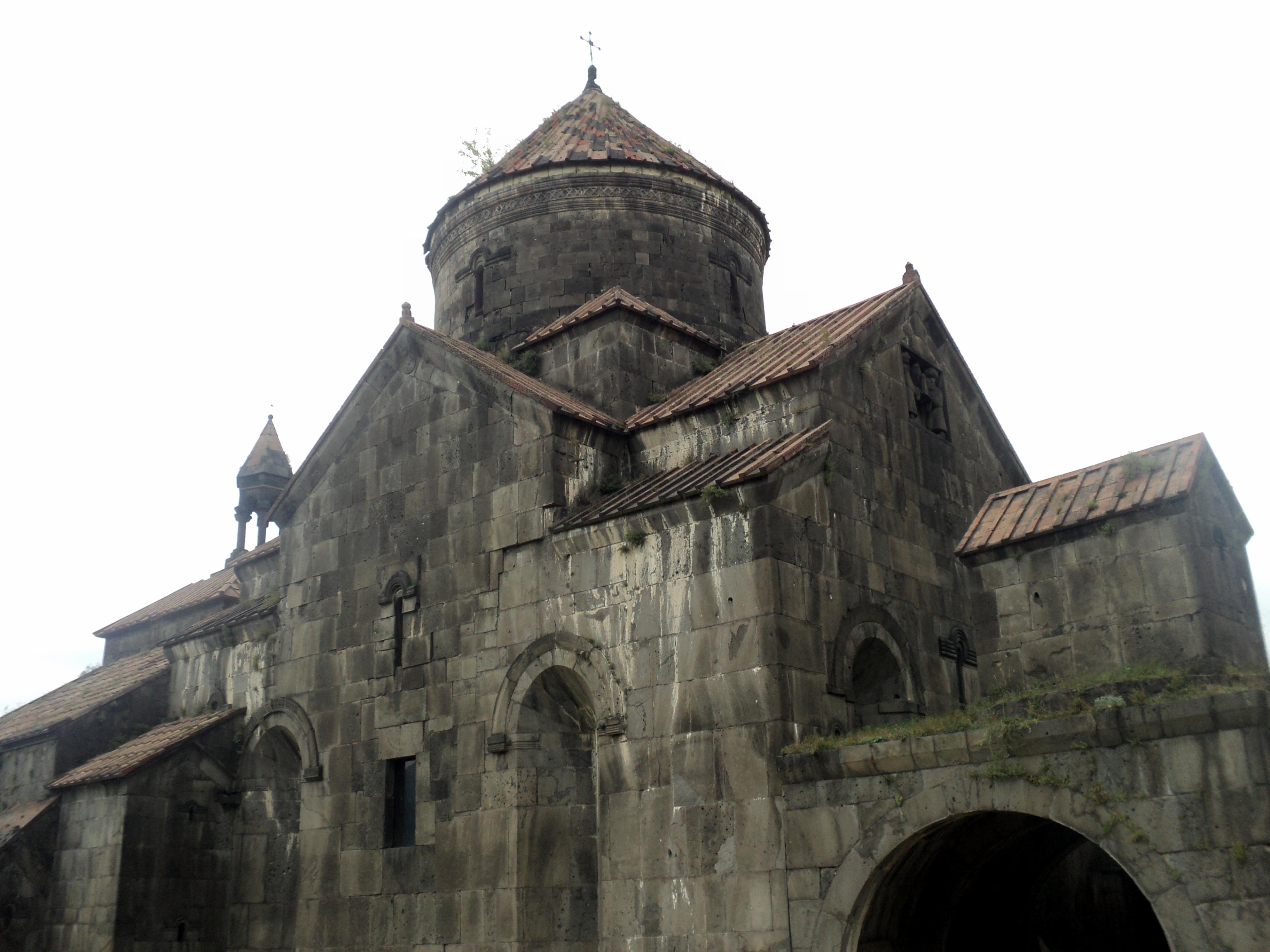

Церковь Сурб Ншан (Св. Знамения, 972—991, 1016) с притвором (1185, 1209), древнейшая сохранившаяся постройка монастыря, основана царицей Хосровануш, женой армянского царя Ашота III Багратуни. Считается, что руководителем строительства церкви Сурб Ншан был архитектор Трдат.
Интерьер храма представляет собой величественный купольный зал. Сохранились фрагменты росписи начала XIII века в алтаре, росписи содержат армянские и грузинские надписи. На восточном фасаде помещено скульптурное изображение сыновей Ашота — Смбата и Кюрике, держащих в руках модель храма. Головной убор Кюрике похож на митру,
а чалма Смбата, является арабской регалией, показывающей его право на трон как сюзерена.
В 1313 году была создана по указанию видного политического деятеля, парона Садуна роспись северной стены. Тогда же на южной стене был исполнен портрет сына Садуна Хутлубуги.
В преддверии церкви Сурб Ншан находится жаматун (притвор), построенный в 1185 году и служивший усыпальницей Кюрикянов.
В 1223 году монастырский комплекс Ахпата по приказу Иванэ Захаряна был обнесён крепостными стенами с башнями. В него вошли:
- церковь Сурб Григор Лусаворич (Святого Григория Просветителя), построенная в 1005 году и затем перестроенная в 1211 году,
- небольшая купольная церковь Сурб Аствацацин или Хатунашен, построенная в 1025 году,
- гавит Амазаспа — просторный зал с 4 колоннами, самый большой среди подобных в Армении, построен в 1257 году,
- усыпальница рода Уканянц с часовнями, увенчанными хачкарами, среди которых по исполнению выделяется Аменапркич (Всеспаситель, 1273 год),
- книгохранилище середины XI века, затем перестроенное в 1258—1262 года,
- трапезная середины XIII века.

Отдельно стоящая трехъярусная колокольня (1245) с семигранной ротондой-звонницей послужила образцом для поздних колоколен, например в Карсе.
В XI—XV веках широкую известность в Армении приобрели скрипторий и школа, основанные в Ахпате в X веке первым настоятелем монастыря — известным переписчиком вардапетом Симеоном. Выдающиеся деятели армянской науки и культуры Ованнес Имастасер, Самуел Анеци, Еремия Андзревик, Давид Кобайреци, Ованес Ерзнкаци и др. преподавали здесь грамматику, риторику, философию, богословие, музыку и проч. В монастыре рукописи не только создавались, но и реставрировались, велась текстологическая работа, в частности исследовались Псалмы и «Огласительные и тайноводственные поучения» Кирилла I Иерусалимского. Ахпат славился своей школой миниатюристов, здесь был создан знаменитый памятник миниатюры «Ахпатское евангелие» (1211 год).
В XI веке при монастыре возле церкви Сурб Ншан была построена библиотека, ставшая богатейшим собранием армянских средневековых рукописей, позже в целях большей сохранности они были перенесены в близлежащие пещеры, где были устроены читальни. В Ахпате хранилось знаменитое Мугнийское Евангелие (в настоящее время в Матенадаране). Среди утраченных рукописей особую ценность представлял «Котук» (предания монастыря Ахпат), упоминается список Библии 951 года. В 1931 году из Ахпата в Ереван было привезено лишь 12 манускриптов, прочие считаются утраченными.
За оградой монастыря — небольшая часовня XIII века, великолепно архитектурно оформленный родник (XIII век). Памятники Ахпата отличают компактность, суровая строгость форм, изящество немногочисленных декоративных деталей, остроумие решений пространства, конструкций.
А практически посередине между Ахпатом и Санаином, находится интересная крепость, носящая названия Каянберд или Ахпата Сурб Ншан, которая была выстроена в XIII веке

## Галерея

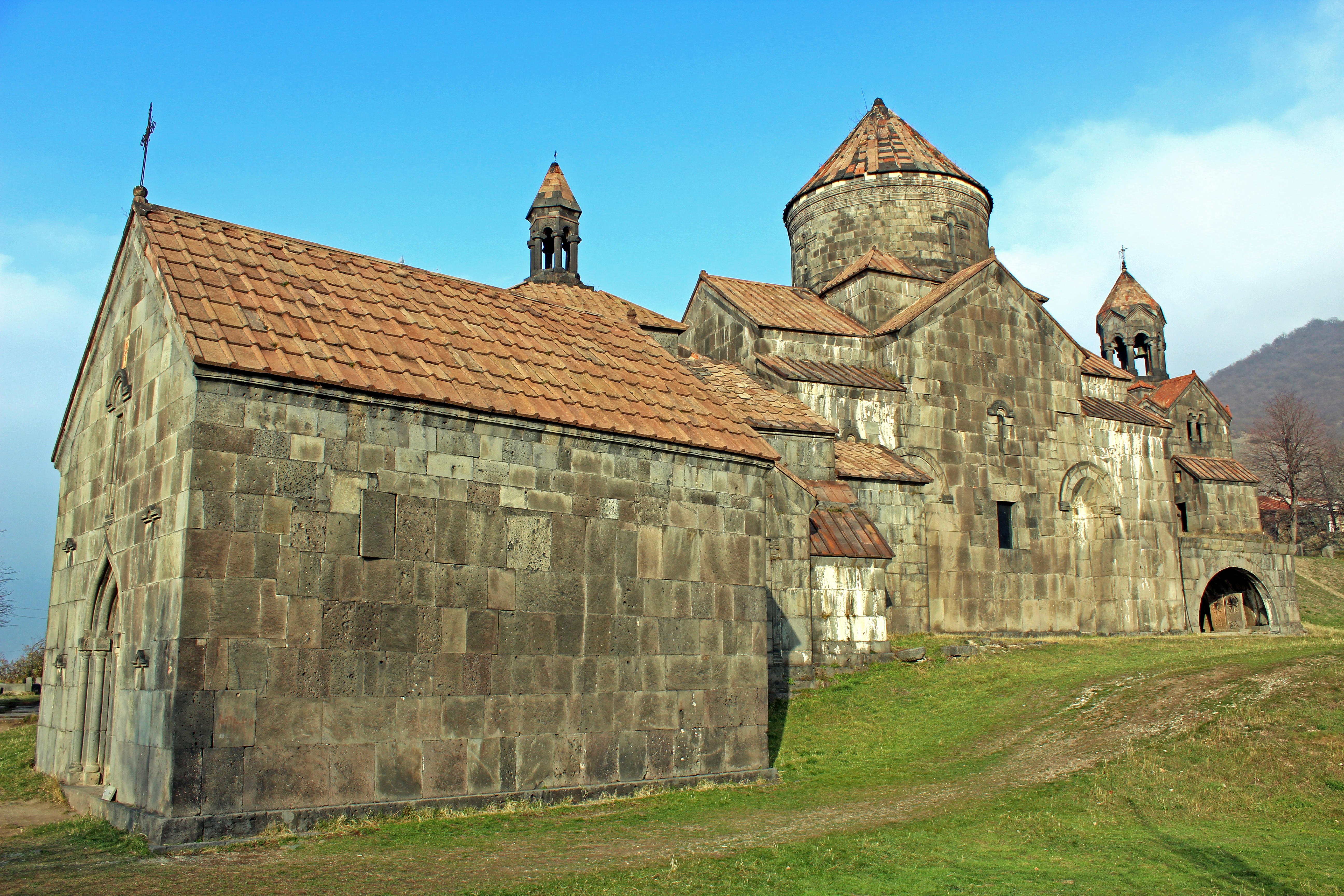
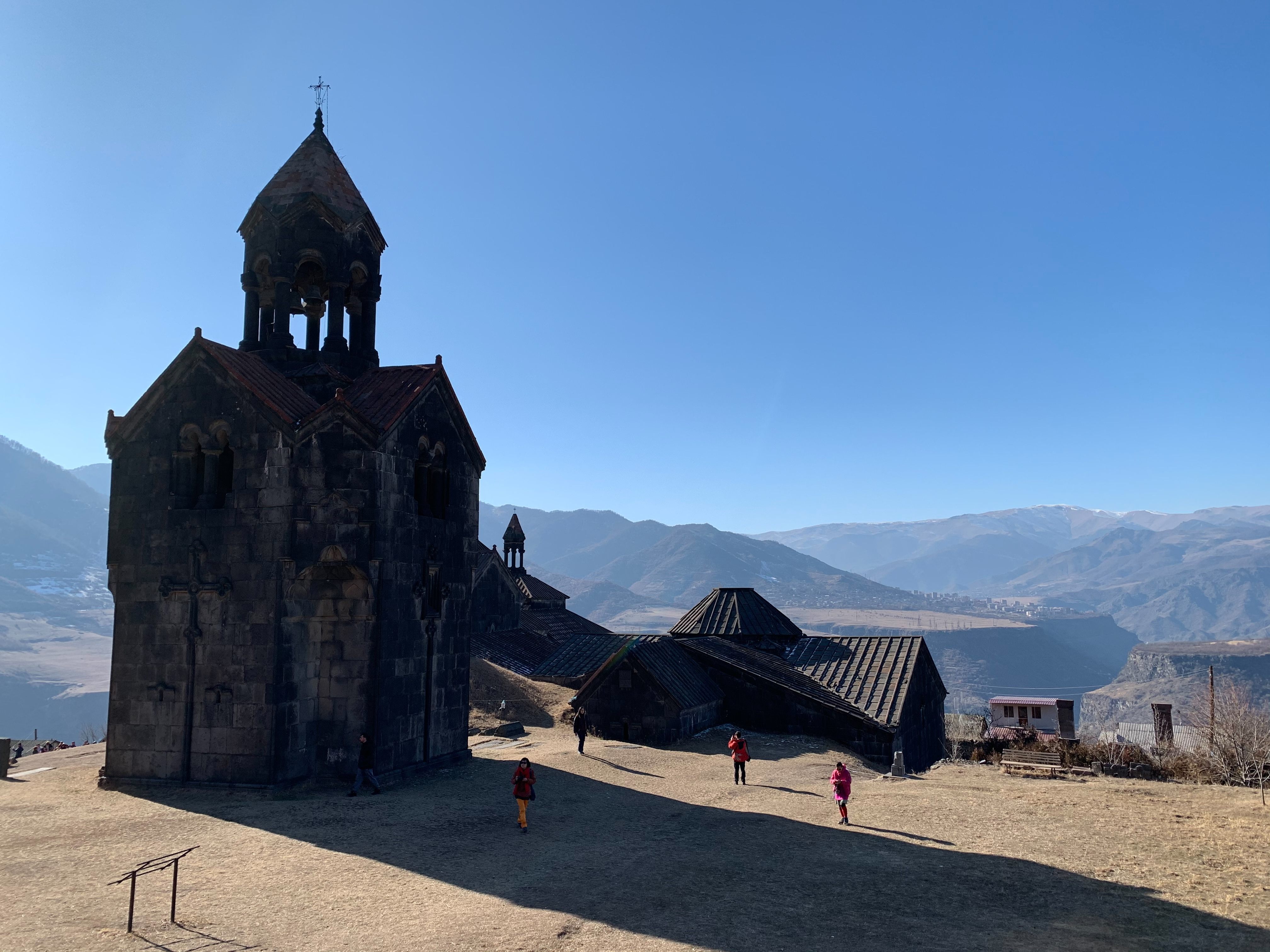
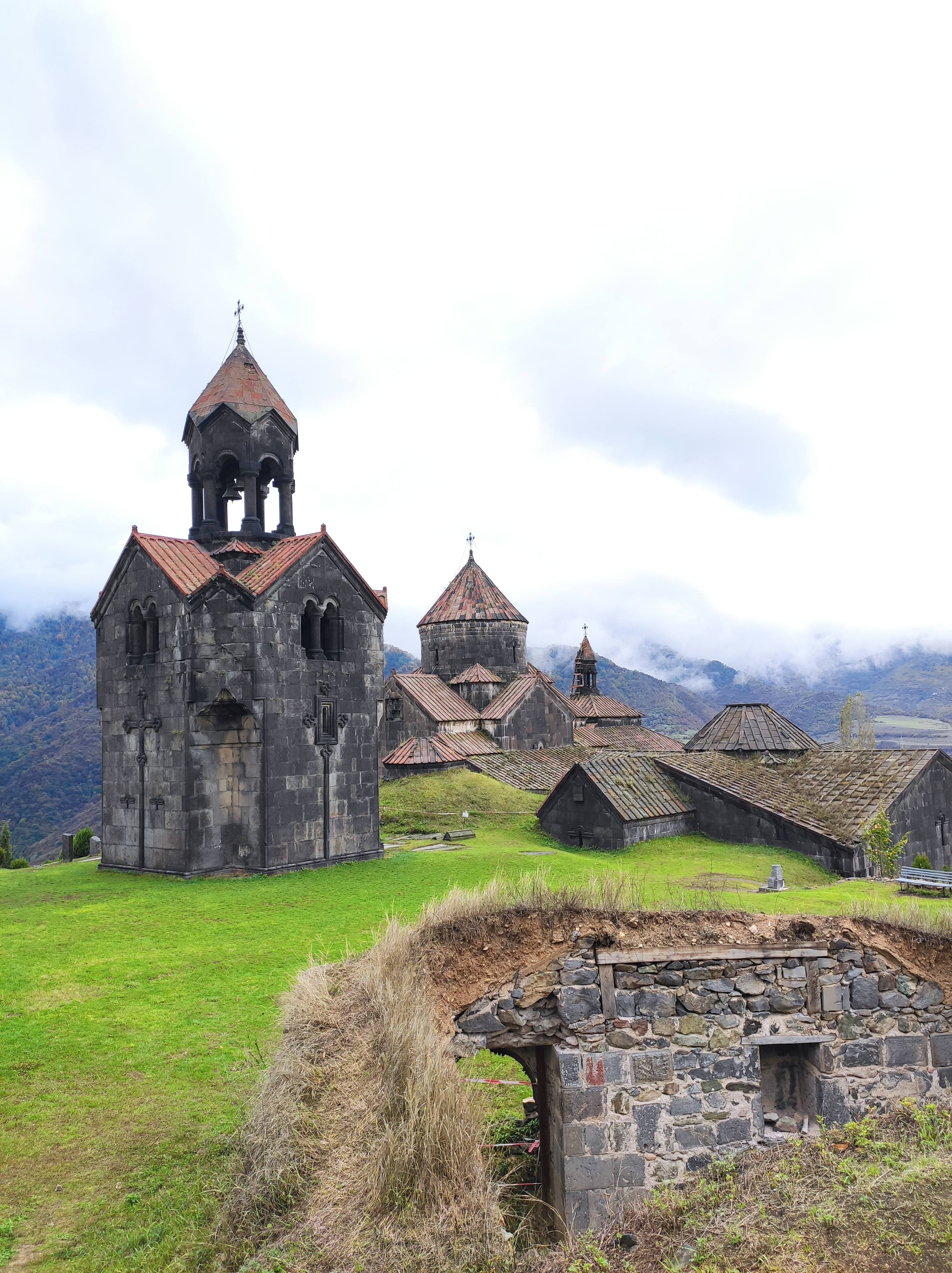
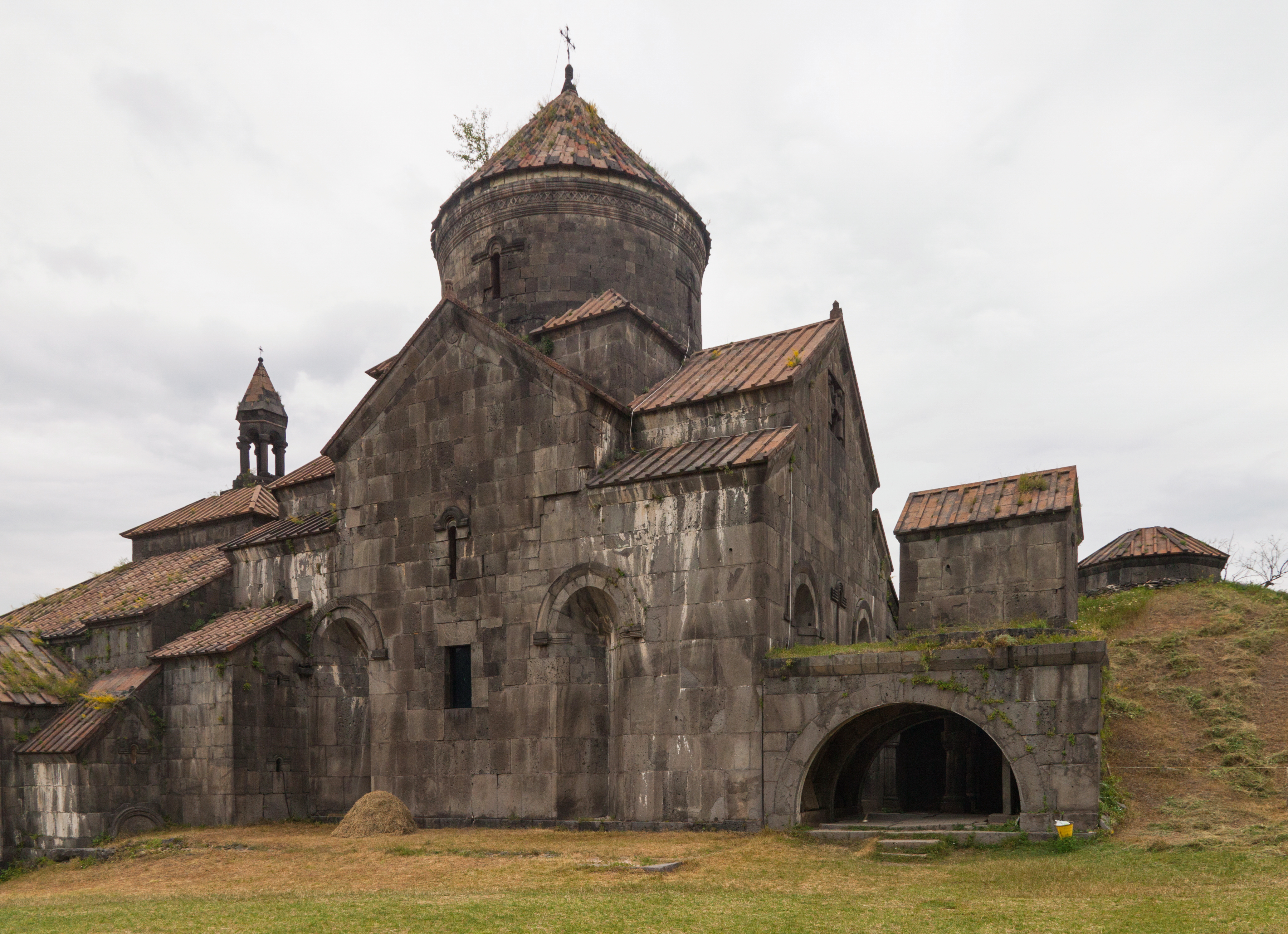
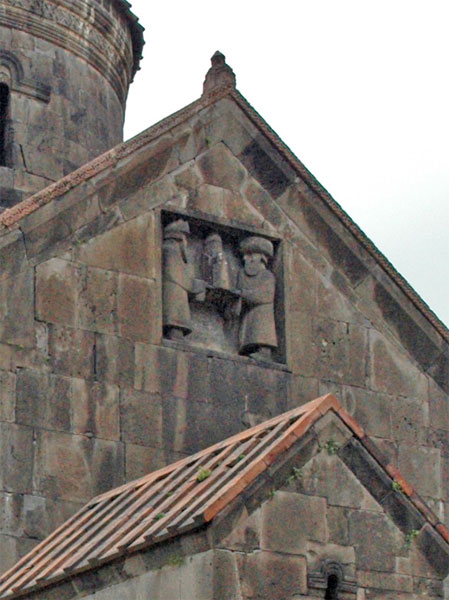
Рельефные изображения ктиторов — царей Смбата и Кюрикэ (Гургена)
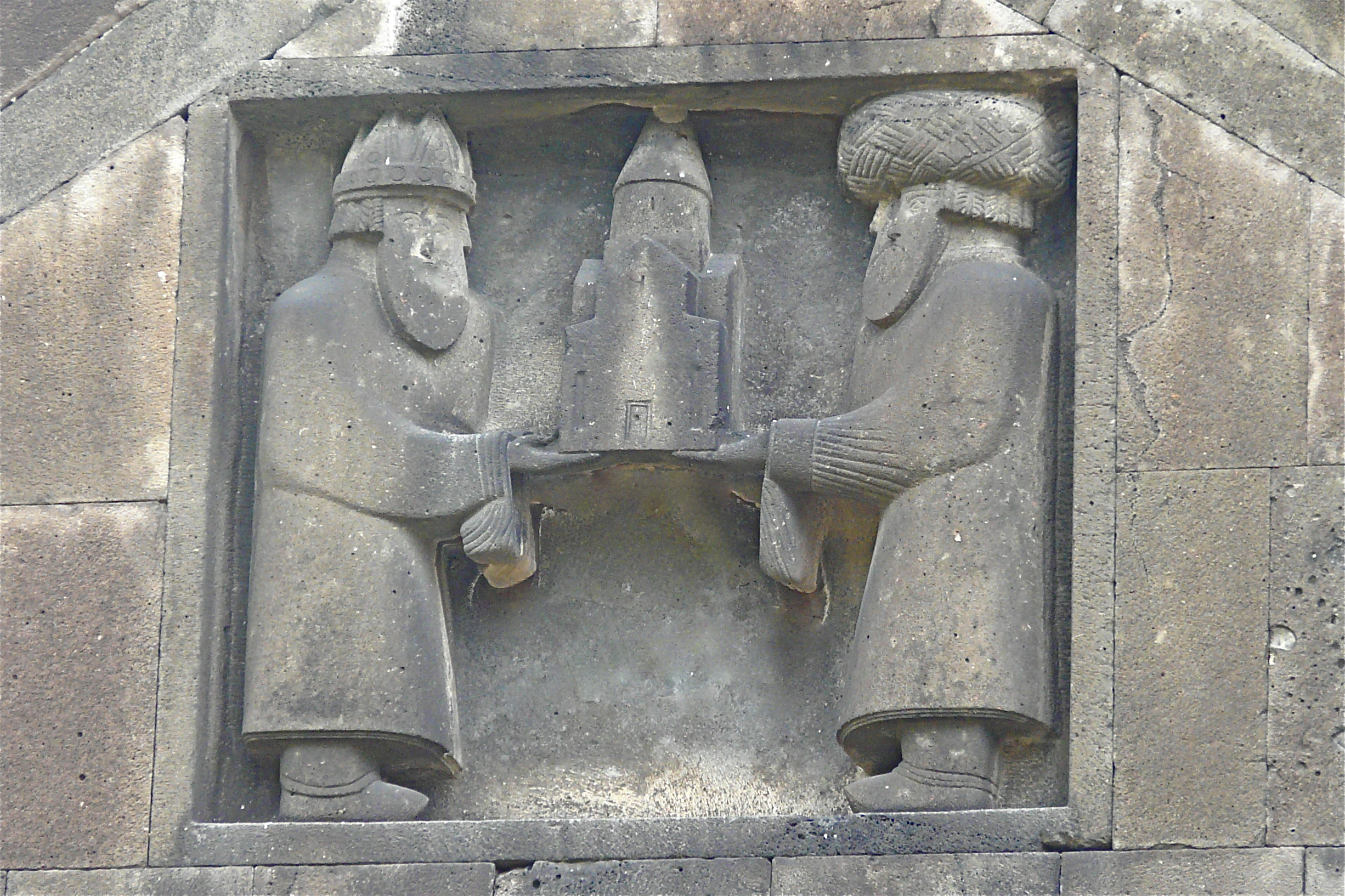
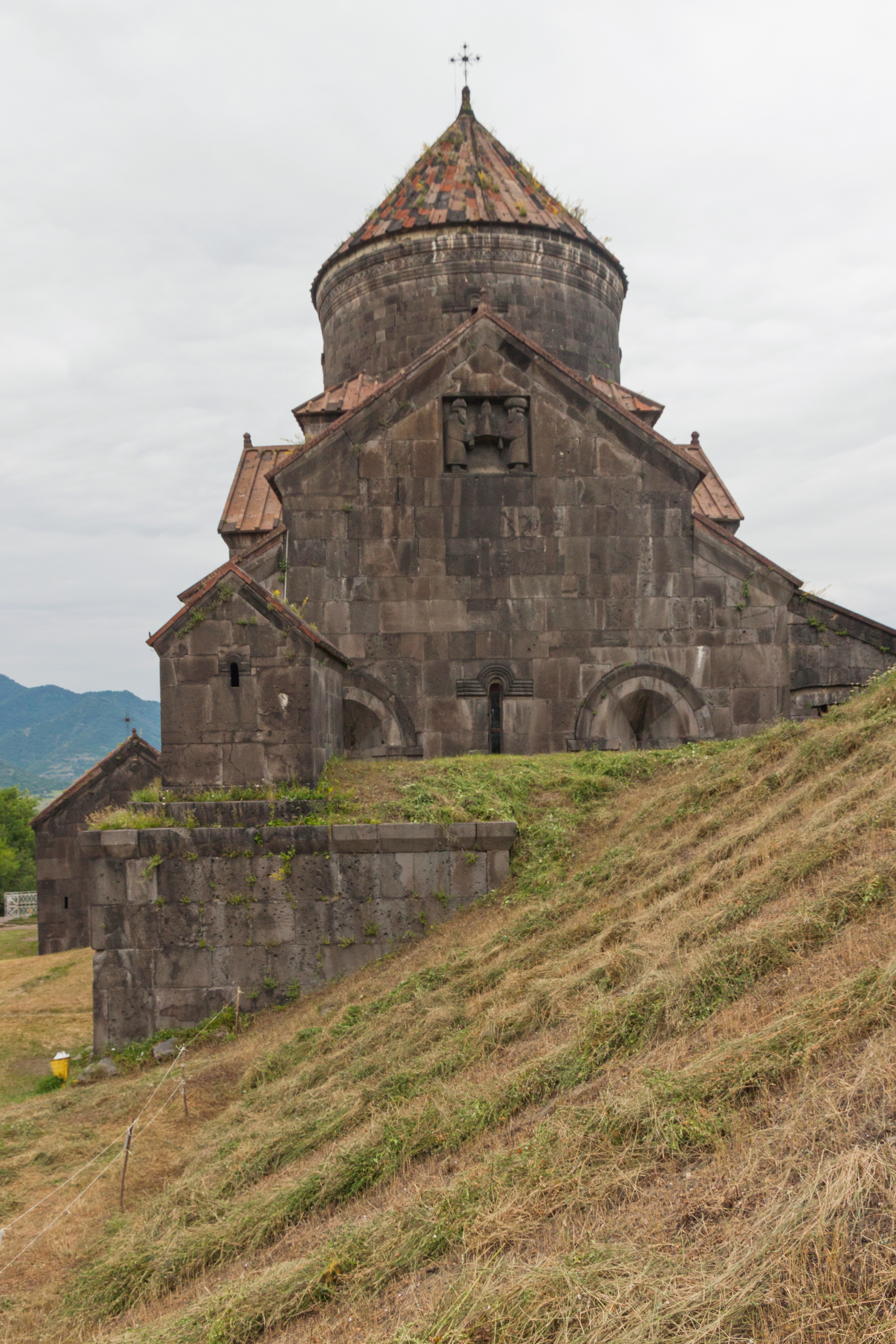
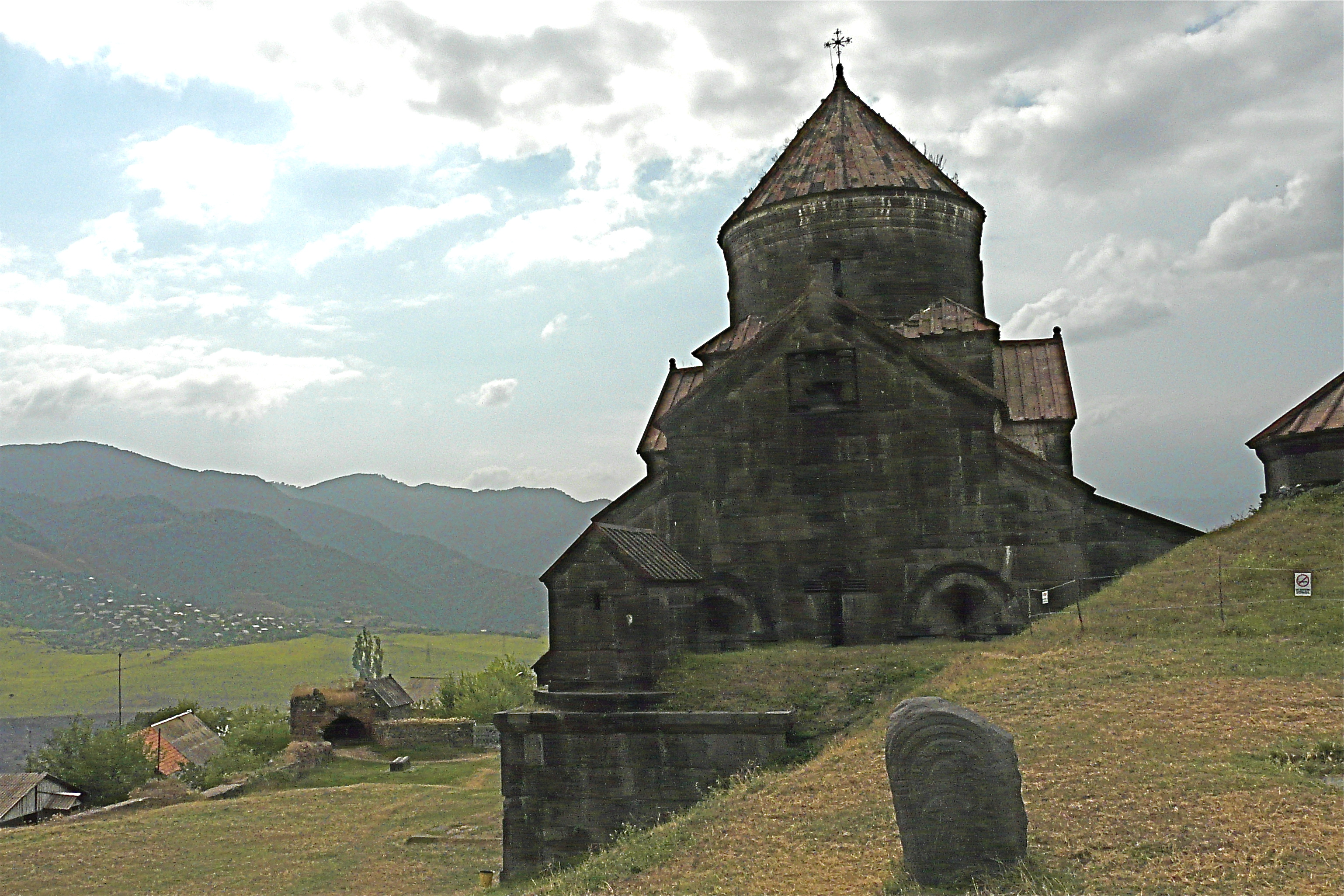
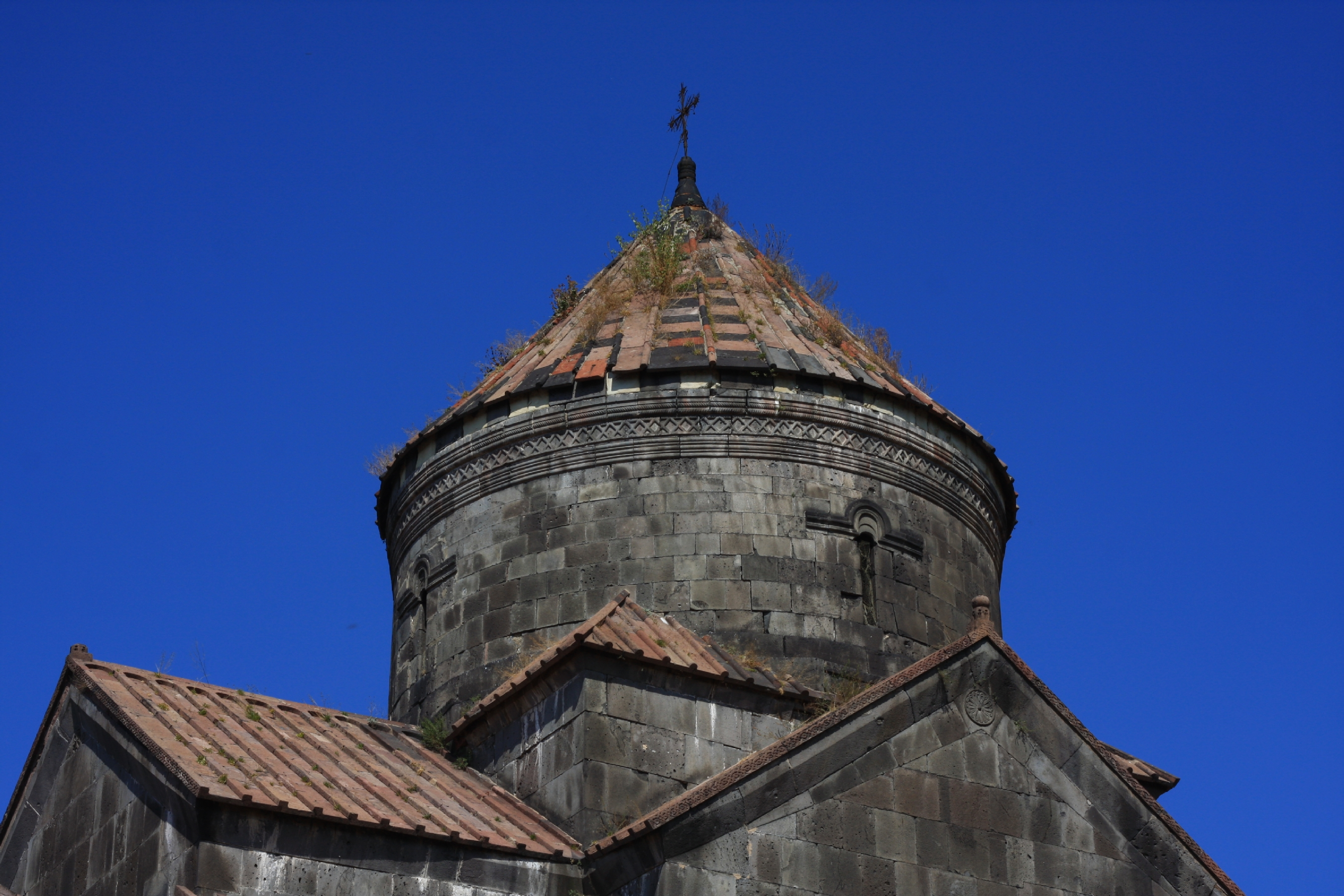
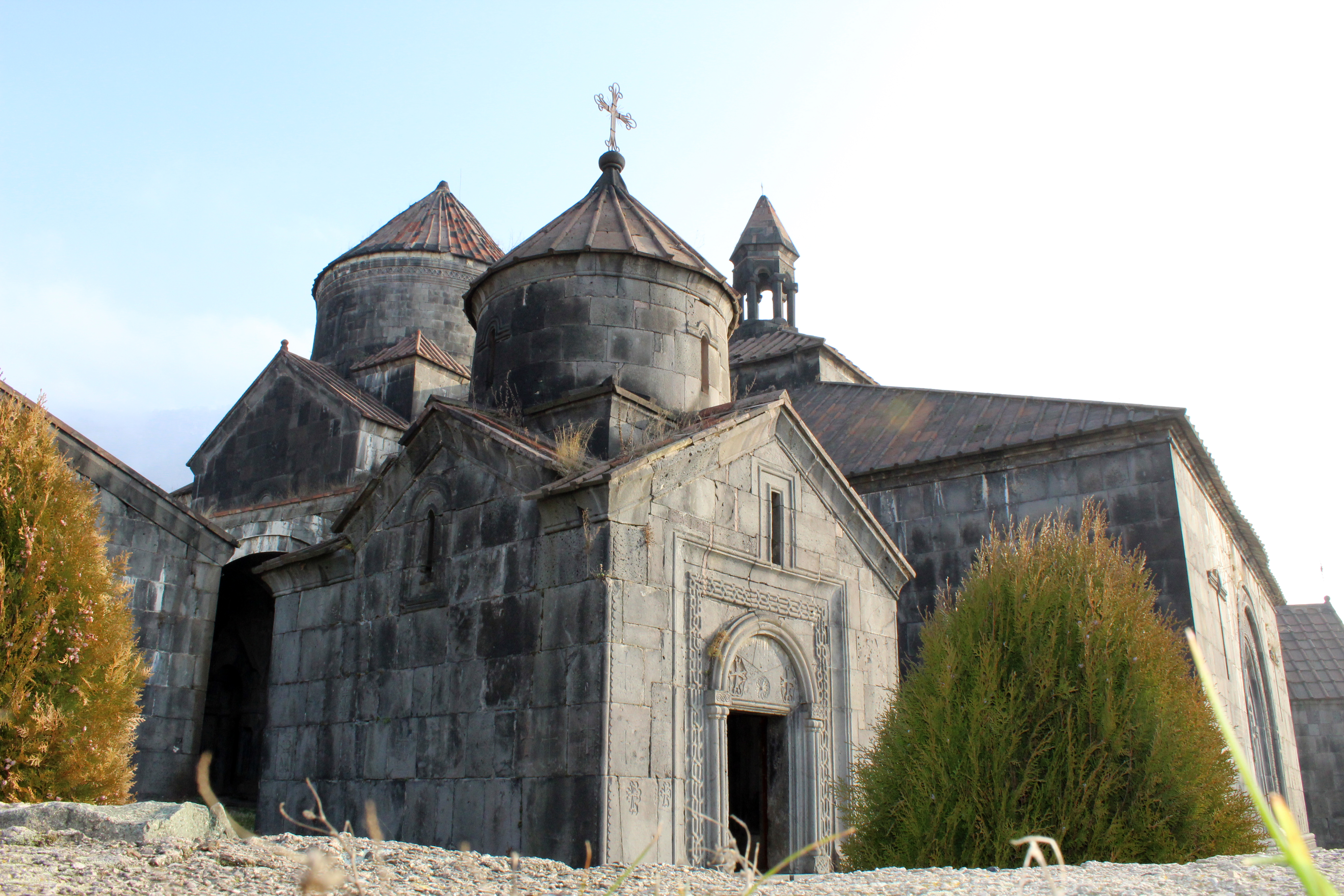
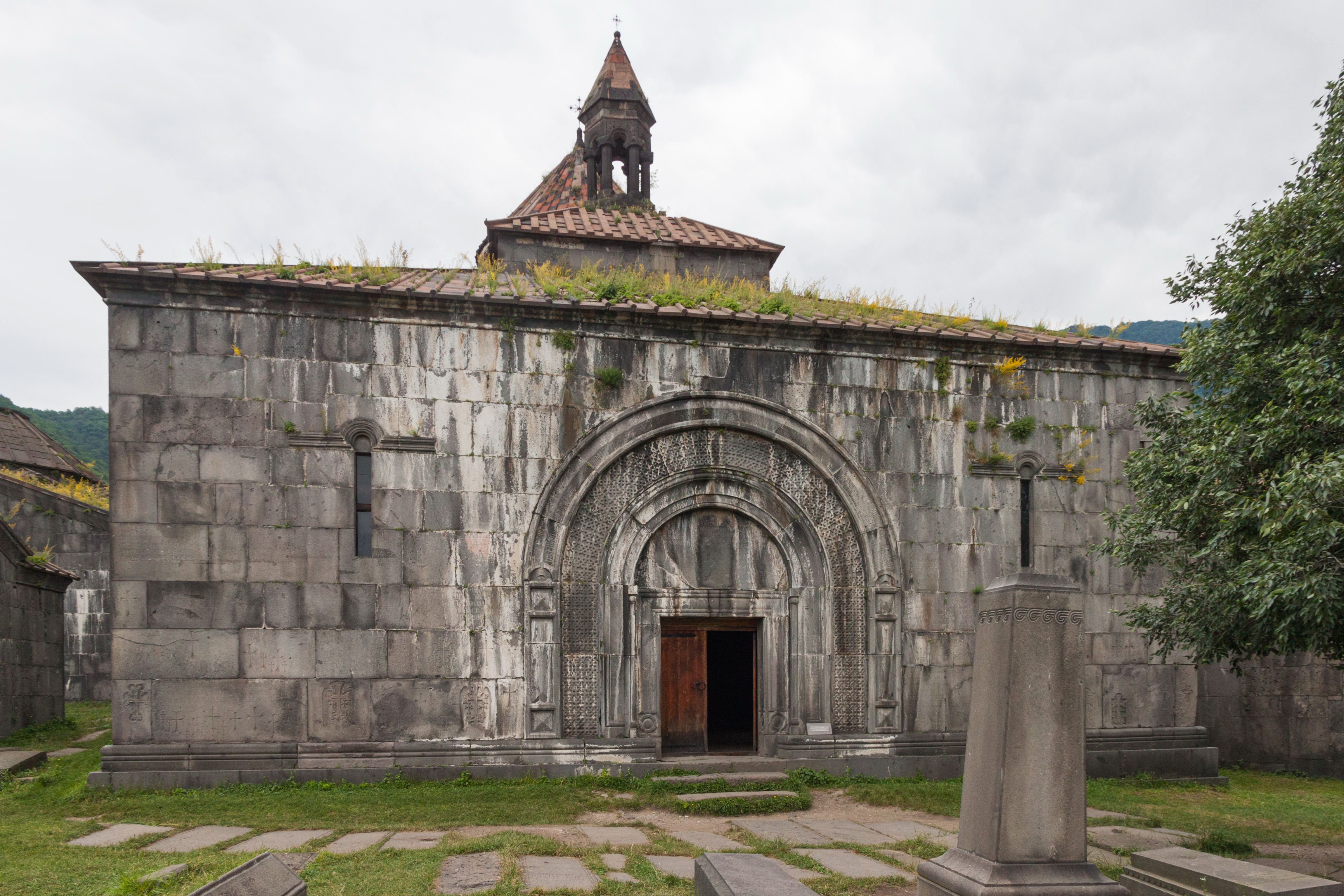
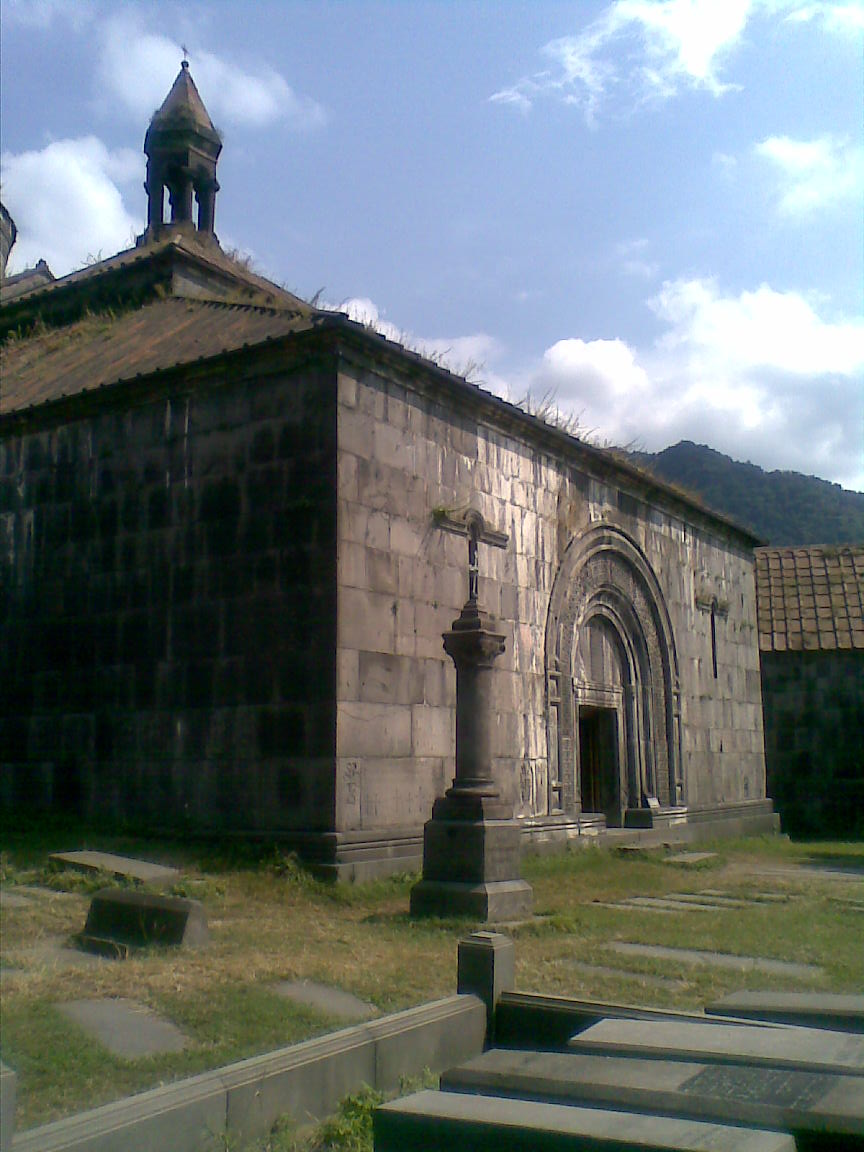
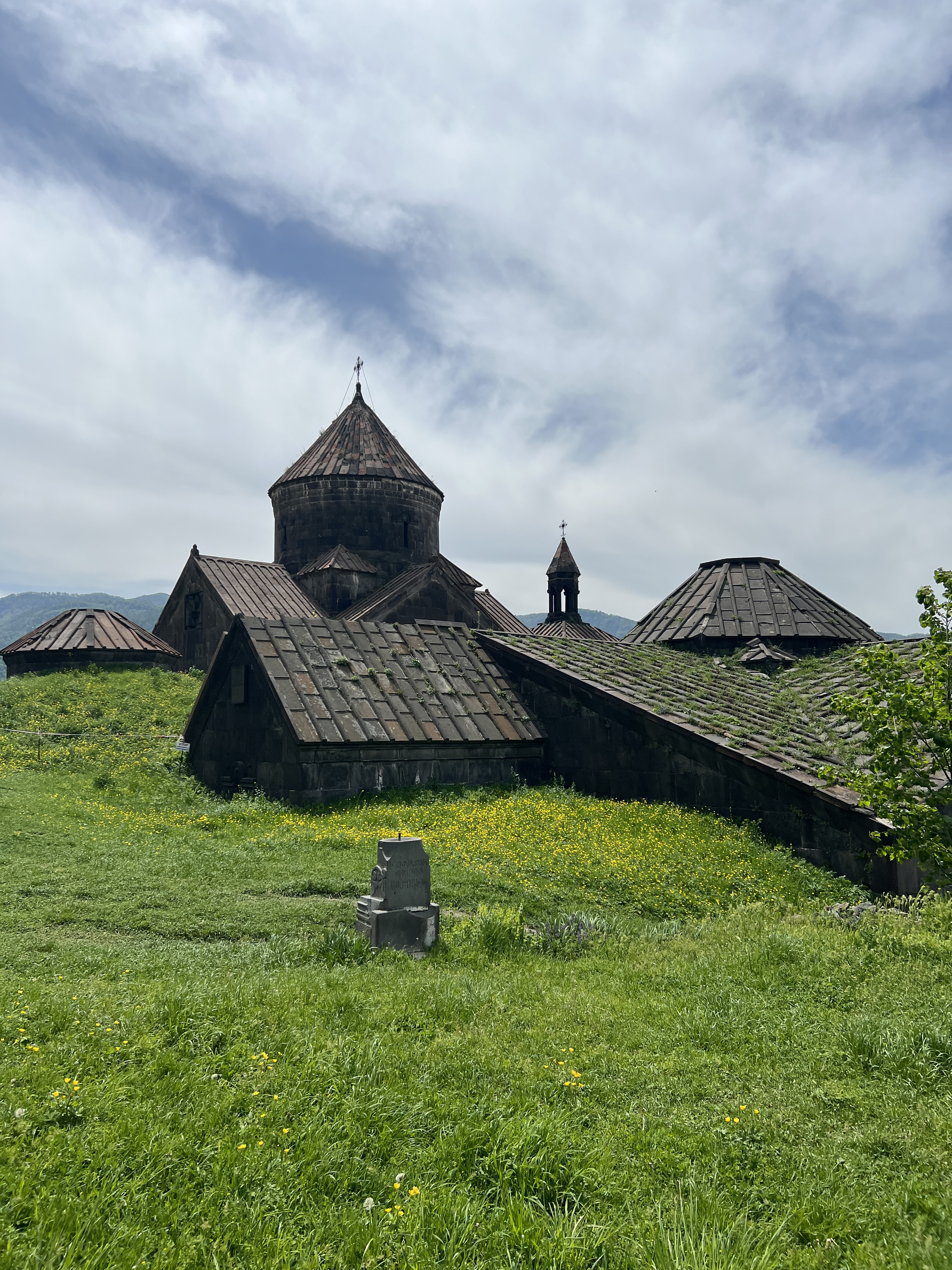
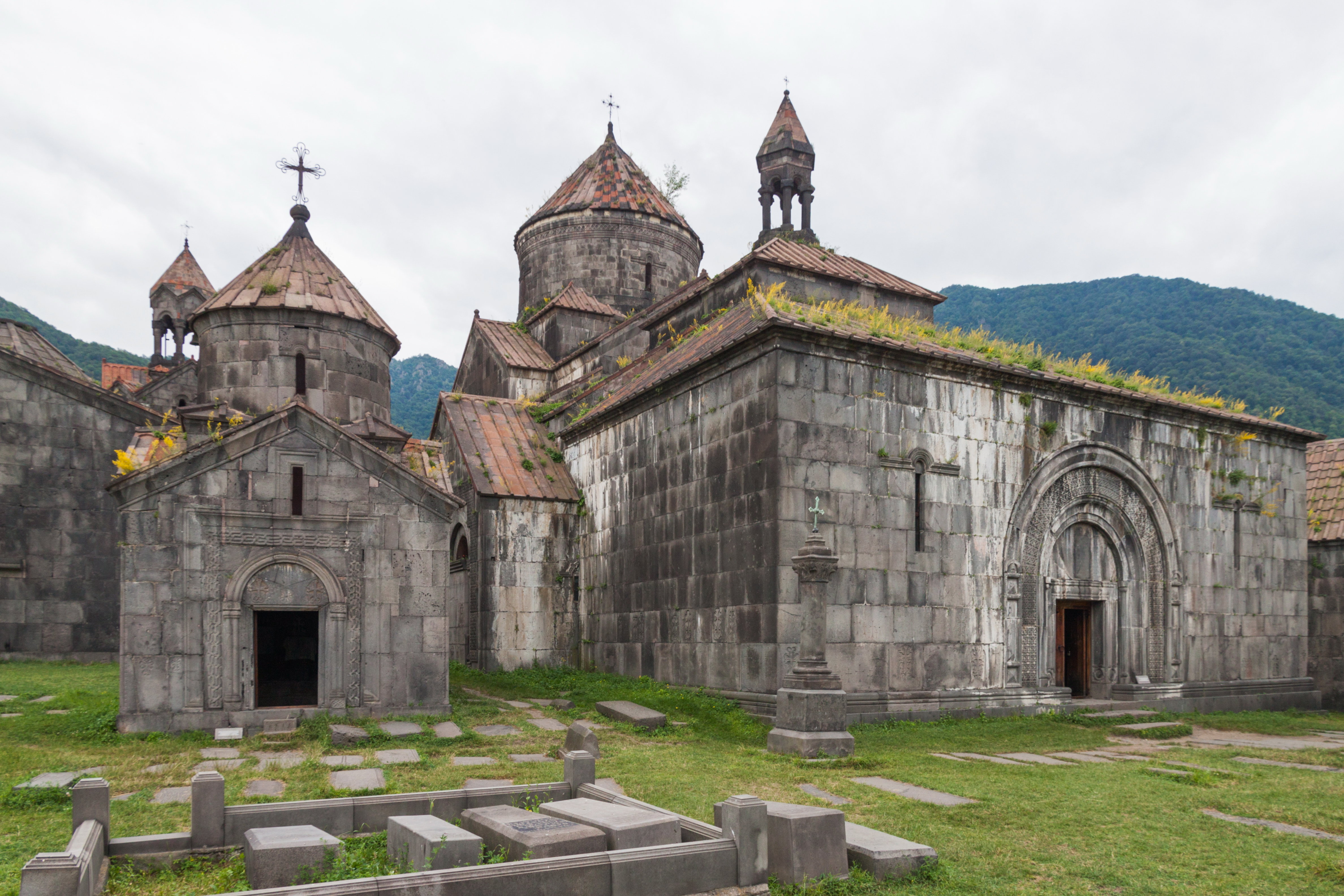
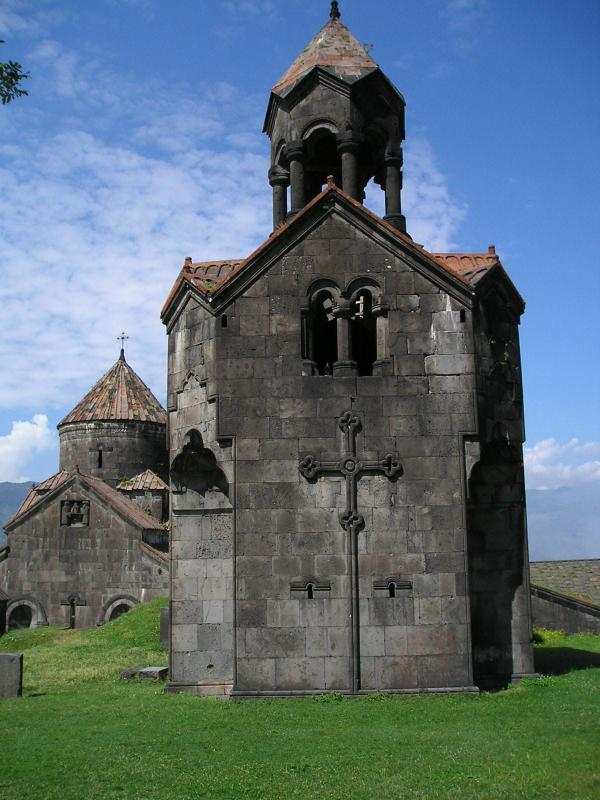
Колокольня 1245 года постройки
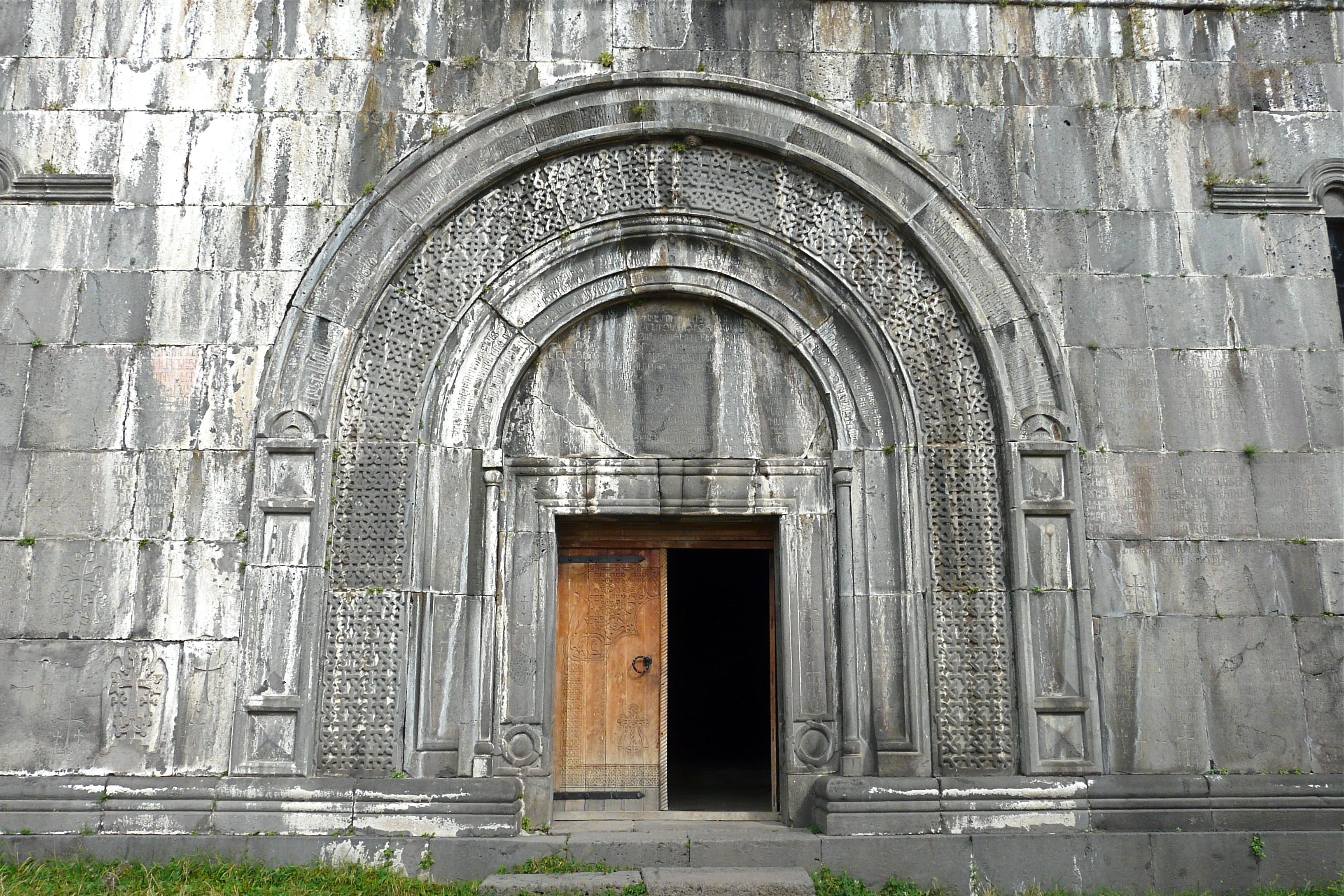
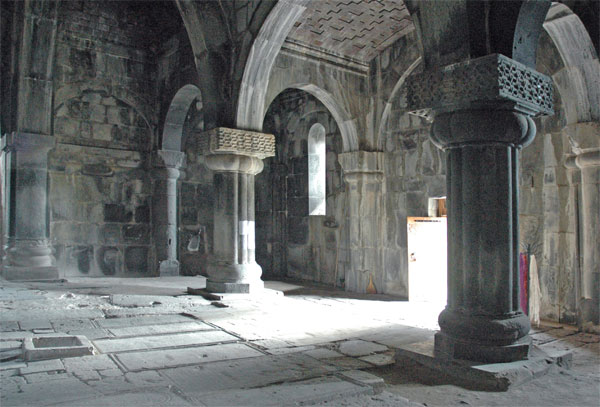
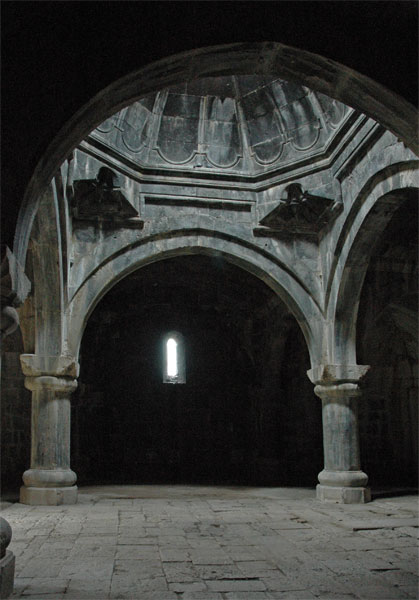
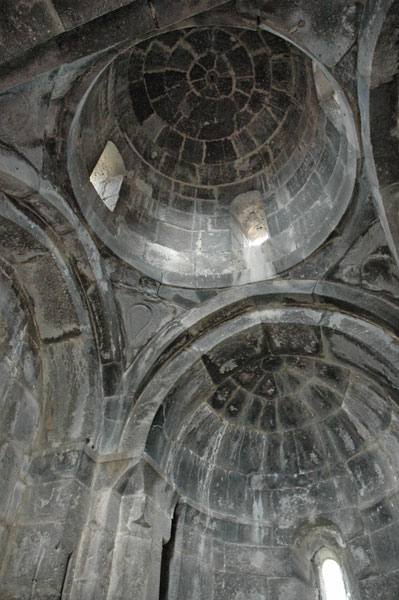
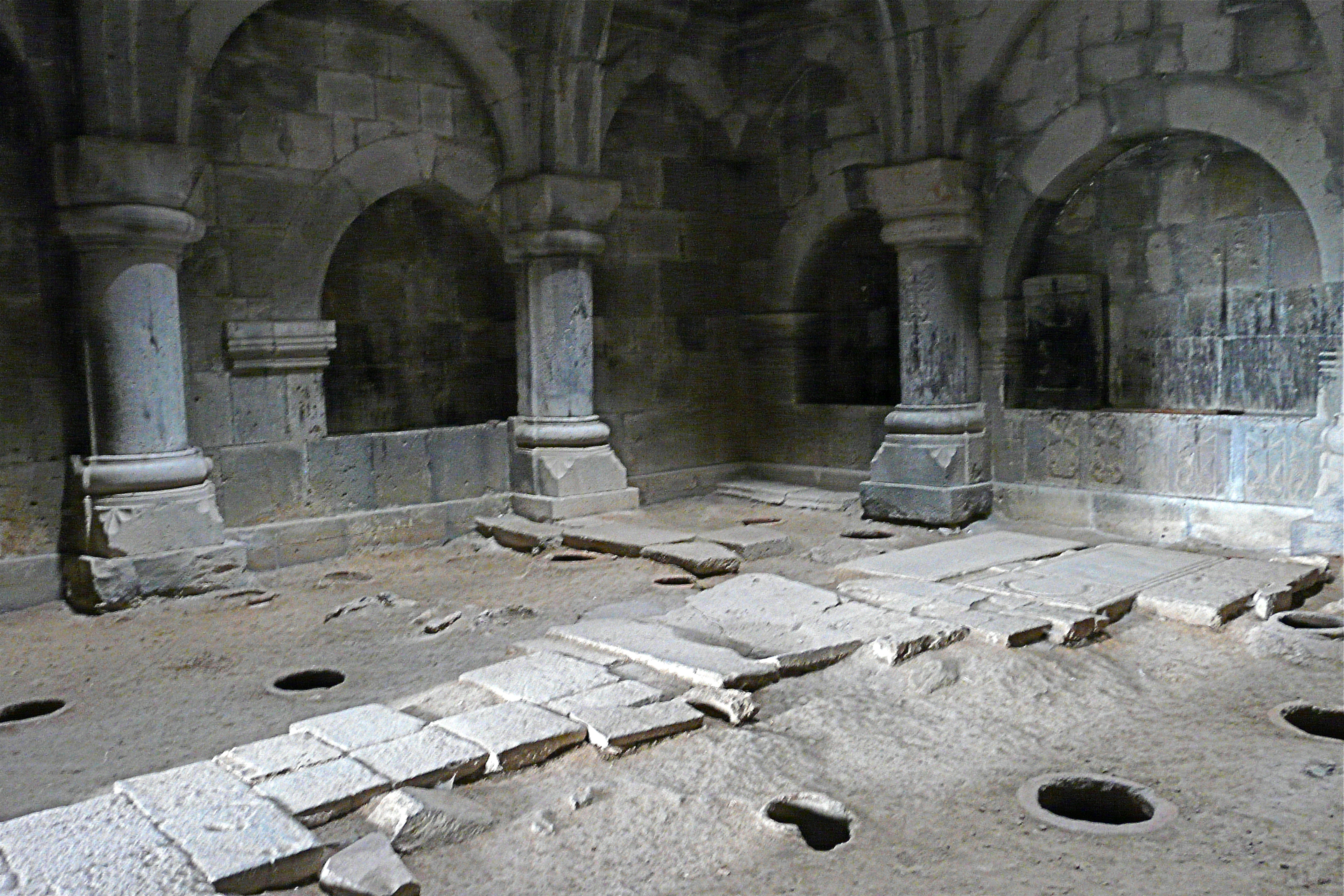
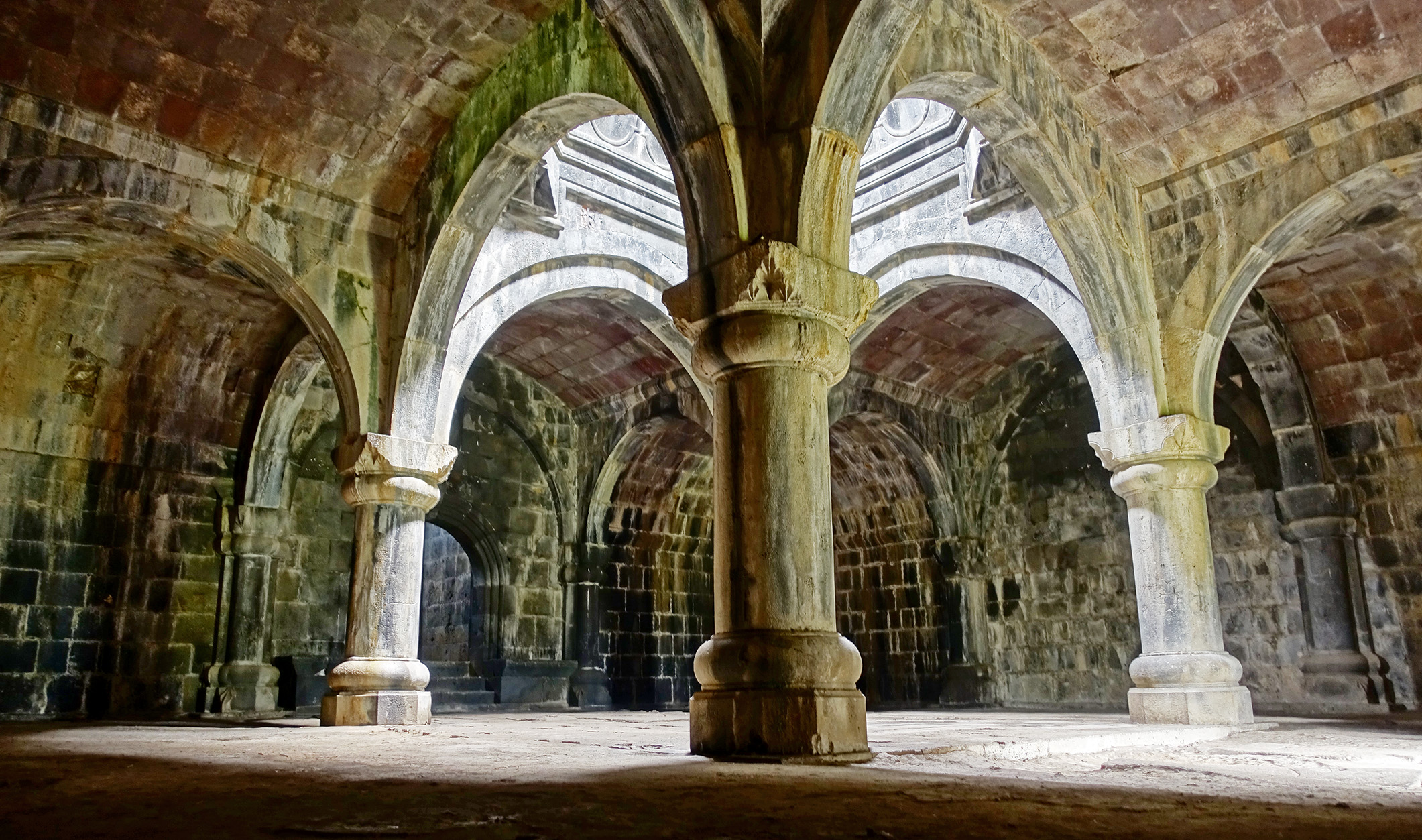
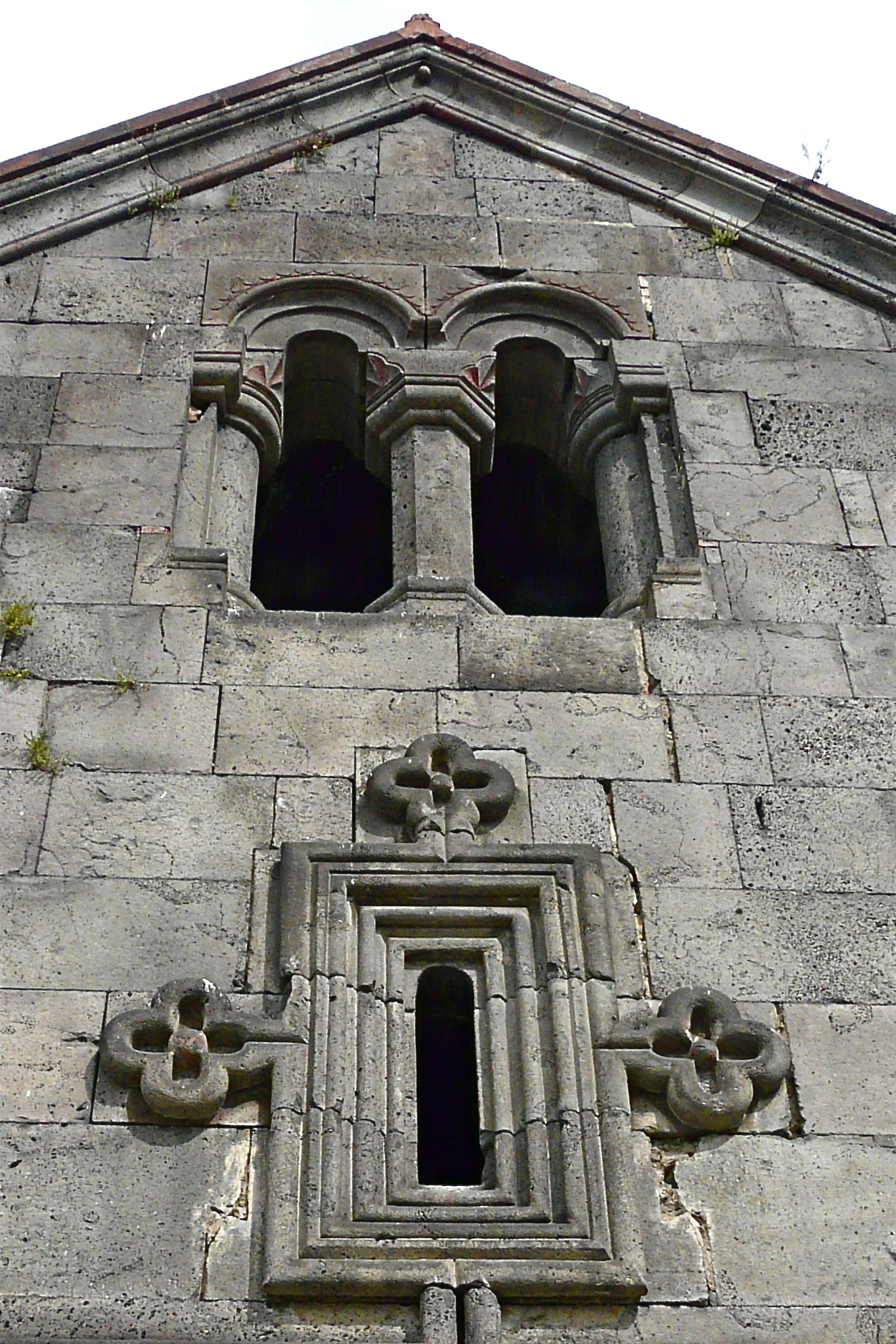
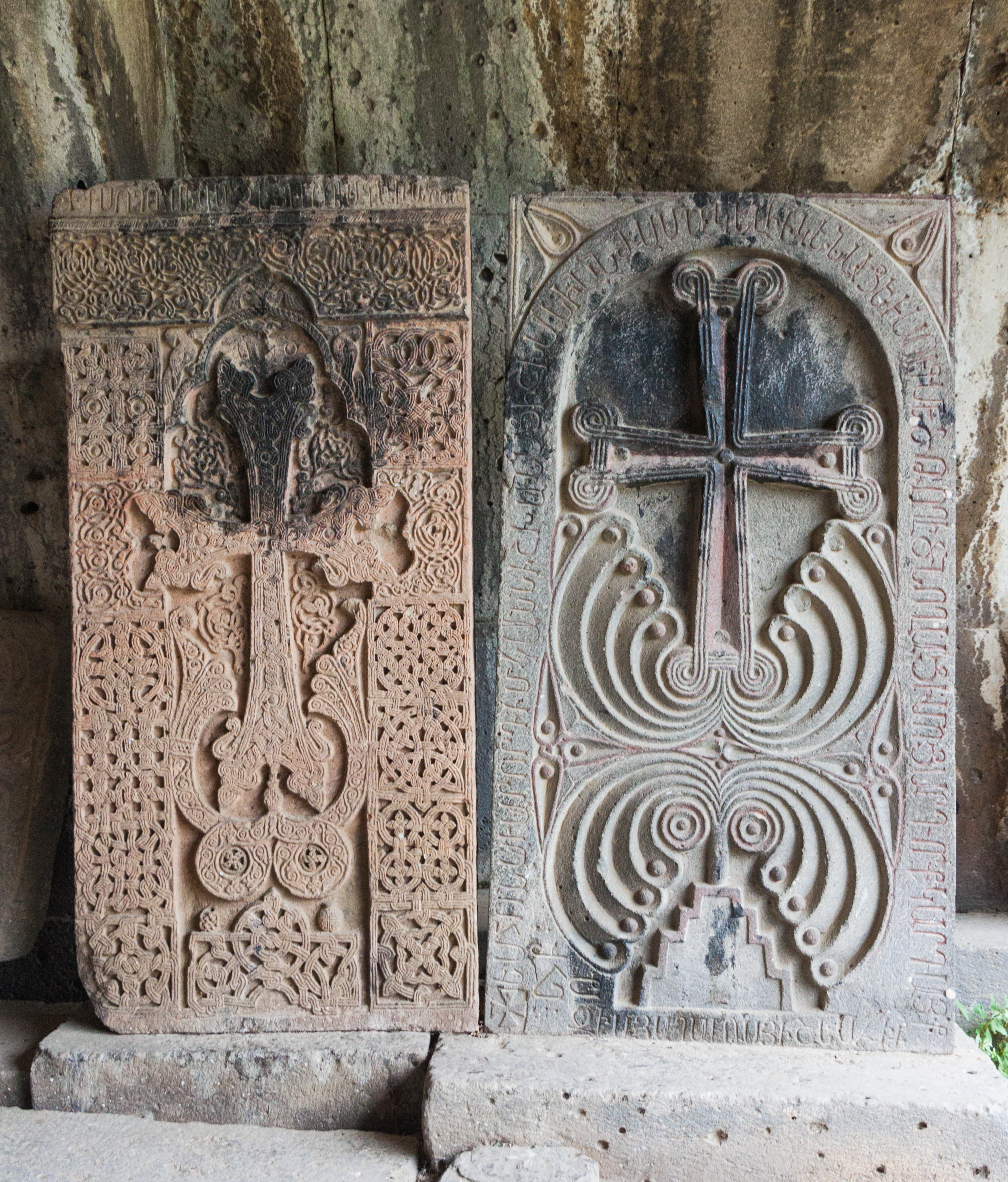
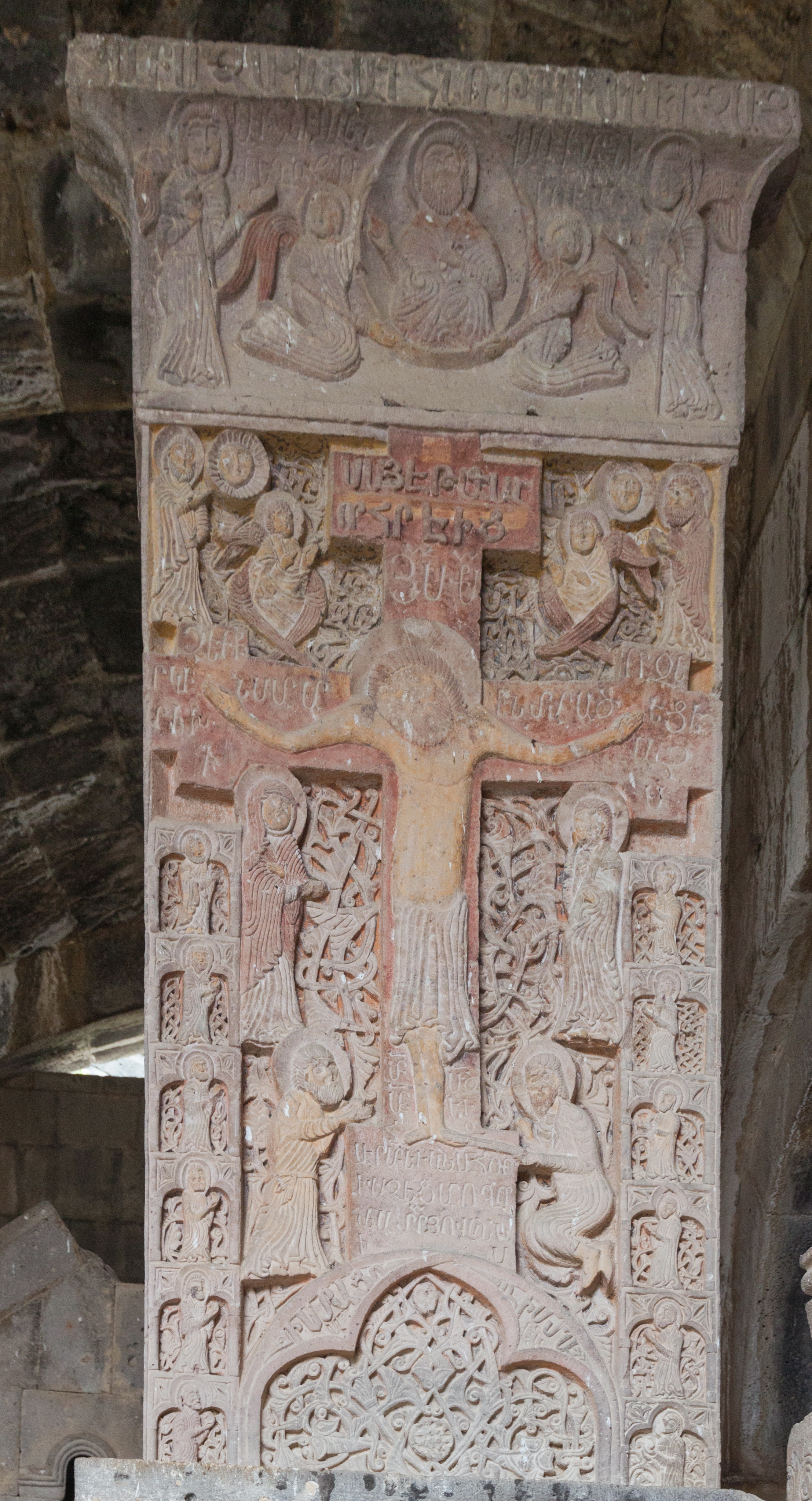
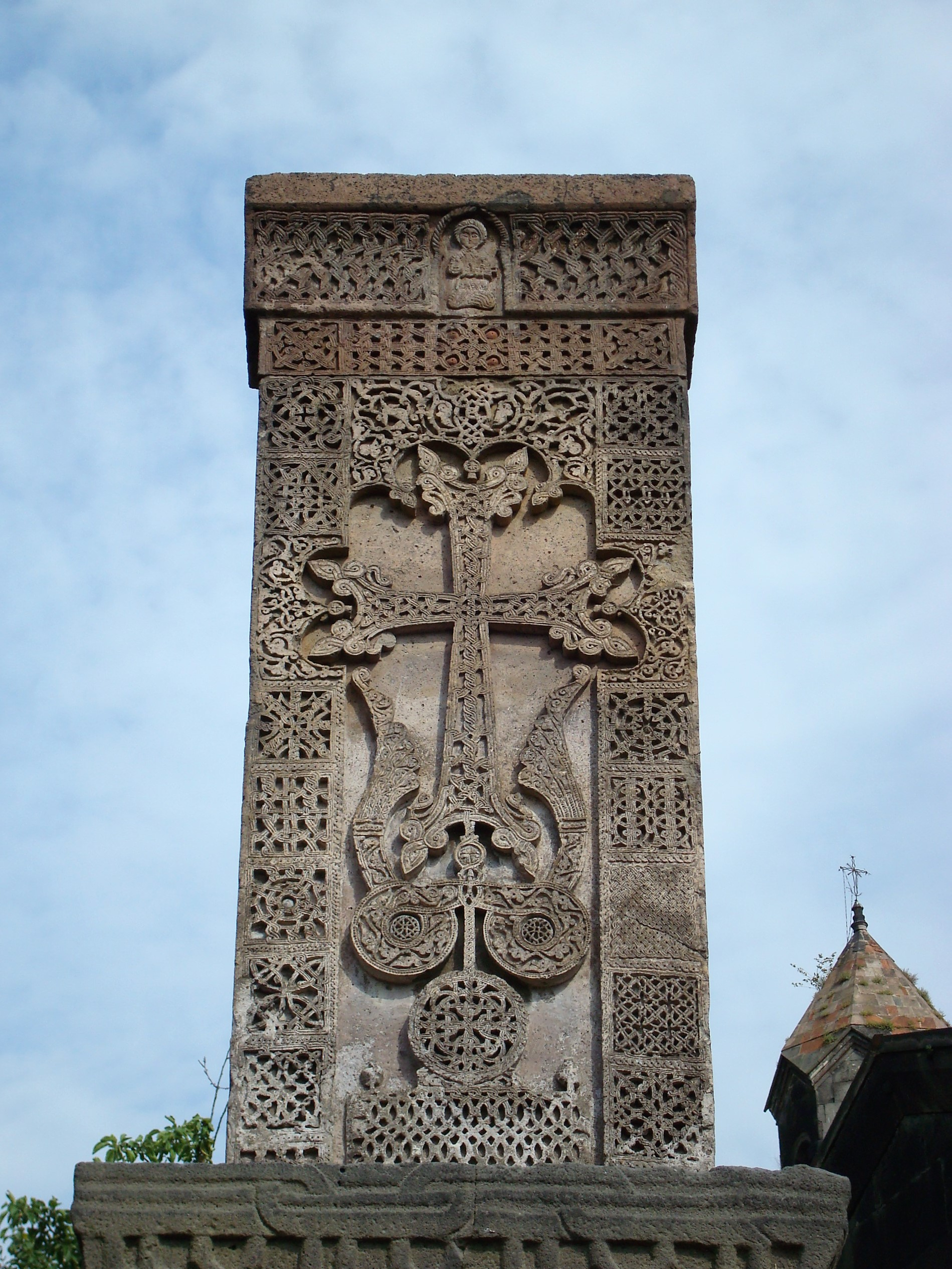